# Lipniški grad
Lipniški grad (Pusti grad nad Lipnico) (nemško Waldenberg) se je nahajal nad rečico Lipnico pri Radovljici, od katerega so ohranjeni le ostanki razvalin.

## Zgodovina
Lipniški grad pri Radovljici ali tudi Pusti grad je bil nekdanji sedež ortenburške posesti na Gorenjskem. Grad je prvič omenjen 1263 kot castrum Waldemberch, upravljali pa so ga vitezi Waldenberški (leta 1228 nastopa v virih vitez Fridericus de Waldenberch). Po smrti grofa Friderika III. Ortenburškega leta 1418 na gradu Waldenberg so Lipniško gospostvo podedovali Celjski grofje, po letu 1456 pa je Waldenberg postal deželnoknežja posest. Za vitezi Waldenberškimi srečamo kot kastelane viteze Heunsberge, Dulacerje, Velacerje in Staine (s Kamna pri Begunjah) ter Lamberge. Gospoščino so upravljali Kacijanarji, grofje Dietrichsteini in drugi, dokler je ni grof Thurn v začetku 17. stoletja združil z Radovljico. Waldenberg je pogorel v 16. stoletju in so ga opustili. V razvaljenem grajskem jedru je razviden mogočen romanski palas, katerega nastanek lahko postavimo v 12. stoletje, kjer je umrl tudi zadnji Ortenburžan, grof Friderik III.
Grad je vedno buril pisateljsko domišljijo. Na njem se dogaja roparska novela Tihotapec, ki jo je za rokopisni dijaški časopis Vaje leta 1855 napisal Valentin Mandelc in je ena prvih izvirnih daljših slovenskih pripovedi. Leta 1939 mu je posvetil samostojno povest Josip Lavtižar (Lipniški grad pri Radovljici: Zgodovinska povest iz 14. in 15. stoletja), igro Pusti grad pa pisateljica Polona Škrinjar.

## Literarna in likovna podoba gradu iz 19. stoletja
Na Gorenskem na desni strani bistre Save se vidijo dan današnji razvaline starega grada, Pustega-grada imenovanega. Nekdaj so bile te razvaline krasno zidovje bolj po svoji lepoti, kakor po svoji terdnjavi v okolici znane. Stal je na zelenem griču i spodej pod njim, še na griču je stala majhna vas, posestvo Pustograškega grofa. Na levi strani proti Savi je redek gaberni gojzd planjavo kril, proti severu ino jugu razprostiralo se je krasno polje i proti zahodu bila je terda goščava, kjer so grofi navadno z lovom se radovali. (Valentin Mandelc, Tihotapec, 1855).

## Galerija slik
- Osrednji stolp
- Pogled proti zahodu
- Ostanki palacija

## Povezave
Grad Waldenberg (Lipnica, Lipniški grad)